# 한국형 군 정찰위성 1호기
한국형 군 정찰위성 1호기는 한국항공우주연구원(KARI)가 개발중인 대형 군정찰위성이다.

## 개요
군 정찰위성 1호기는 군 정찰위성 사업으로, 현재 `425사업`이라는 이름으로 국방과학연구소 주관으로 추진되고 있다. 규모 1조 2천억원이 투입되는 이 사업을 통해 한국군은 영상 레이더와 전자광학·적외선(가시광선을 활용한 직접 촬영으로 해상도가 높고, 적외선 방식은 적외선 센서로 야간 촬영) 레이더 등을 갖춘 대형 정찰위성 5기를 2025년까지 확보할 예정으로, 눈 역할을 하는 만큼 군 정찰위성에는 고해상도 영상이나 이미지를 촬영할 수 있는 기술이 대거 탑재된다.
2월 17일에 열린 대한민국 국회 국방위원회 전체회의에서 방위사업청이 이같은 내용을 담은 업무보고를 진행했다. 방사청과 국과연의 합작인 군 정찰위성 사업인 ‘425사업’의 전자광학·적외선(EO/IR) 위성을 2023년 11월 30일에 발사할 계획이었으나 현지에 기상 상황으로 인해서 12월 2일로 연기되었다. 2일 첫 정찰위성은 ‘스페이스X’의 팰컨9 로켓에 실려 03시 19분경 미국의 반덴버그 공군기지에서 발사되었고, 09시 47분경 국내지상국과 교신에 성공했다.

## 정찰위성 2호기
군 정찰위성 2호기는 2024년 4월 8일 오전 8시 17분 군 정찰위성 2호기를 실은 스페이스X의 팰컨-9 로켓이 미국 플로리다 케이프커내버럴 우주군기지에서 발사됐다. 오전 09시 02분에 발사체와 분리돼 목표 우주궤도에 정상 진입했고, 오전 10시 57분 해외 지상국과 첫 교신에 성공했다.
국방부는 "이번 발사 성공으로 확보되는 군 최초의 합성개구레이더(SAR) 위성을 통해, 우리 군의 독자적인 정보감시정찰 능력이 더욱 강화됐다"면서 "향후 후속 위성 발사도 차질없이 추진해 나가겠다"고 밝혔다.

## 정찰위성 3호기
군 정찰위성 3호기가 2024년 12월 21일 오후 8시34분(현지시간 오전 3시34분)에 미국 캘리포니아주 반덴버그 우주군 기지에서 발사됐다고 국방부와 방위사업청이 22일 밝혔다.
3호기는 발사된 지 51분 뒤 발사체로부터 정상 분리돼 목표 궤도에 안착했다. 2시간56분 뒤에는 지상국과 교신에 성공했다. 발사체는 1·2호기 발사 때와 마찬가지로 미국 민간 우주기업 스페이스X사의 ‘팰컨9을 사용했다. 3호기는 지난 4월 쏘아올린 2호기와 동일하게 영상레이더(SAR·Synthetic Aperture Radar)를 탑재했다.

## 정찰위성 4호기
군 정찰위성 4호기가 한국시간으로 오전 9시 48분 미 플로리다 우주군 기지에서 발사된 4호기는 15분 만에 발사체와 분리돼 목표 궤도에 진입했고, 2시간 39분 만에 지상국 교신에 성공했다. 군은 북한 핵·미사일 도발 징후를 조기에 탐지하고, 적진 깊숙이 감시하기 위해 올해 안으로 5호기까지 '군집 위성'을 운용할 계획이다.
4호기는 2, 3호기와 같은 고성능 레이더 'SAR'을 탑재했다.

## 같이 보기
- 군사위성
- 만리경 1호